# The Best (Russian Edition)
The Best (Russian Edition) – album kompilacyjny rosyjskiego piosenkarza Siergieja Łazariewa wydany 4 stycznia 2015 roku. Album zawiera najwięsze hity piosenkarza w języku rosyjskim.

## Lista utworów
Sporządzono na podstawie materiału źródłowego
| Nr. | Tytuł utworu                            | Długość |
| --- | --------------------------------------- | ------- |
| 1   | Viesna                                  | 3;29    |
| 2   | 7 Cifr                                  | 3:27    |
| 3   | W samoje sierdce                        | 3:58    |
| 4   | Nieriealnaja liubow                     | 4:08    |
| 5   | LazerBoy                                | 3:54    |
| 6   | Najdi mienia                            | 3:32    |
| 7   | Sliozy w moiom sierdce (Ballad Version) | 3:52    |
| 8   | Daże jesli ty ujdiosz                   | 3:59    |
| 9   | Wspominaj                               | 4:08    |
| 10  | Bijenije sierdca                        | 4:02    |
| 11  | Otpuskaju                               | 3:40    |
| 12  | Najdi Mienia (Alex Menco Remix)         | 3:08    |
| 13  | Daże jesli ty ujdiosz (HarDrum Remix)   | 3:29    |
| 14  | Bijenije sierdca (Unorthodoxx Remix)    | 3:42    |
| 15  | 7 Cifr (Sec0ndSkin Remix)               | 4:09    |
| 16  | Bijenije sierdca (Sec0ndSkin Remix)     | 5:43    |